# Počajivska lavra
Počajivska lavra Marijinega vnebovzetja (ukrajinsko Свято-Успенська Почаївська Лавра, latinizirano: Svjato-Uspens'ka Počajivs'ka Lavra, rusko Свято-Успенская Почаевская Лавра, poljsko Ławra Poczajowska) je samostan v mestu Počajiv (Почаїв) v rajonu Kremenec, Ternopilski oblasti, v Ukrajini. Stoletja je bil najpomembnejše duhovno in ideološko središče različnih pravoslavnih in vzhodnokatoliških veroizpovedi v zahodni Ukrajini. Samostan se dviga na 60-m hribu v mestu Počajiv, 18 km jugozahodno od Kremenca in 70 km severno od Ternopila.

## Zgodovina

### Izvor
Prvi zapis o samostanu v Počajivu sega v leto 1527, čeprav lokalno izročilo trdi, da ga je tri stoletja prej, med mongolsko invazijo, ustanovilo več pobeglih menihov, bodisi iz Kijevskega jamskega samostana bodisi iz Svete gore Atos. Legenda pravi, da se je sveta Marija prikazala menihom v obliki ognjenega stebra in pustila odtis v skali, na kateri je stala. Ta odtis so tamkajšnje prebivalstvo in bratje cenili zaradi zdravilnih lastnosti vode, ki je izhajala iz nje.
V 16. stoletju je bil samostan dovolj uspešen, da je naročil kamnito cerkev in gostil pester letni sejem. Njegov ugled se je še okrepil leta 1597, ko je plemenita gospa Ana Hojska samostanu podarila svoje obsežno zemljišče in čudežno Marijino ikono. To podobo, tradicionalno znano kot Gospa Počajivska, je Hojski podaril mimoidoči bolgarski škof in je pomagala ozdraviti njenega brata slepote.

### Sv. Job Počajivski
Leta 1604 se je samostanski skupnosti pridružil Ivan Zalizo, znan prvak vzhodnega pravoslavja v zvezi s takrat novo priznano Rusko pravoslavno cerkvijo Moskovskega patriarhata in je bil glasen kritik Brestske unije. Zalizo, ki je bil prej povezan s tiskarno kneza Ostroškega, je leta 1630 v Počajivu ustanovil tiskarno, ki je vso Galicijo in Volinjo oskrbovala z rutensko pravoslavno teološko literaturo. Tisk je deloval do leta 1924, ko so ga najprej odpeljali na Češkoslovaško, nato v München in nato leta 1946 v samostan Svete Trojice v Jordanvillu v New Yorku.
Zalizo je prejel samostansko ime Job in bil izvoljen za samostanskega igumana. Job je uvedel strogo disciplino in druge reforme samostanskega življenja. V času njegovega mandata se je moral samostan braniti od neprestanih napadov Hojskinih dedičev, zlasti Andrzeja Firleja, kastelana iz Belza, ki je tožil menihe zaradi zapuščine svoje babice. Leta 1623 je Firlej vdrl v samostan, sveto ikono odnesel s seboj in jo obdržal do leta 1641, ko je sodna odločba ikono končno vrnila menihom. Job Počajivski je umrl 25. oktobra 1651 in je bil kmalu zatem poveličan kot svetnik.

### V zvezi z Rimom
Med zbaražko vojno leta 1675 je samostan oblegala turška vojska, ki je domnevno pobegnila, ko je videla prikazen Marije v spremstvu angelov in svetega Joba. Številni turški muslimani, ki so bili priča dogodku med obleganjem, so se pozneje spreobrnili v krščanstvo. Ena od samostanskih kapelic spominja na ta dogodek.
Po nekaterih virih je Feofan Prokopovič, rutenski reformator Ruske pravoslavne cerkve, dal meniške zaobljube v Počajivu; nato je leta 1712 s svojim vladarjem Petrom Velikim obiskal samostan.
Po letu 1720, ko je bil samostan podarjen grškokatoliškim bazilijanskim redovnikom. Postopek je bil obrnjen zaradi navidez čudežnega dogodka. Leta 1759 se je v bližini samostanskega obzidja prevrnila kočija Mikołaja Bazilija Potockega. Potocki je v navalu jeze trikrat streljal na svojega voznika, vse brez uspeha. Ko je ta neuspeh pripisal božji priprošnji, se je Potocki naselil v Počajivu in začel obsipavati samostan z darili.
Leta 1773 je Potocki (ki je bil prvotno rimskokatoličan, kasneje pa je postal grkokatoličan) prosil papeža, naj Počajivsko ikono prizna za čudežno in svetega Joba za katoliškega svetnika. Samo prejšnja peticija je bila sprejeta. Po Potockijevi smrti leta 1782 je bil pokopan v cerkvi Marijinega vnebovzetja, katere gradnjo je subvencioniral.

### Med Poljsko in Rusijo
Leta 1795, po tretji delitvi Poljske, je Volinija postala del Ruskega imperija. Čeprav se je začelo vračanje grškokatolikov v rusko pravoslavje, ruske cesarske oblasti niso takoj spodbudile k temu, da bi zaplenile premoženje tistih, ki se za to niso odločili. Poleg tega so tipografija in verske šole v samostanu še naprej uporabljale latinščino, medtem ko je bil glavni jezik komunikacije poljščina. Kljub temu so se tedaj pokazale prve rusofilske težnje. V tridesetih letih po razdelitvi Poljske je pravoslavni škof Volinije Štefan pisal carju Aleksandru I., da bi leta 1823 Počajivski samostan predal Ruski pravoslavni cerkvi, vendar je bila njegova prošnja sprva zavrnjena. Šele devet let pozneje, leta 1831, po grško-katoliški podpori novembrski vstaji, je Nikolaj I. Ruski ukazal, da se samostan podeli pripadnikom Ruske pravoslavne cerkve; samostan je bil 10. oktobra istega leta ponovno posvečen kot pravoslavna enota pod obhajilom moskovske patriarhije (s tem se je končalo 110 let grško-katoliškega samostanskega življenja).
Dve leti pozneje, leta 1833, je samostan dobil status lavre in je postal poletna rezidenca ruskih pravoslavnih škofov Volinije. Proti koncu 19. stoletja je Počajiv postal meka pravoslavnih romarjev iz vsega ruskega carstva in Balkana. Njegova politično simbolična podoba zahodnega predstojnika carskega pravoslavja (ki je le nekaj kilometrov od grško-katolikov v Galiciji pod avstrijsko vladavino) je bila široko uporabljena pri širjenju panslavizma.
V prvih dneh prve svetovne vojne je na tisoče galicijskih Ukrajincev romalo v Lavro, nekateri pa so se spreobrnili v rusko pravoslavje, potem ko so ruske carske sile preplavile večji del Galicije. Leta 1915 je Lavra skupaj s celotno Volinjo postala frontna črta med Avstrijo in Rusijo (Veliki umik ruske vojske). Vendar je bilo ropanje s strani Avstrijcev leta 1915 le začetek njegove dolge poti v 20. stoletje.
Po ruski oktobrski revoluciji leta 1917, drugem plenjenju s strani boljševikov, kratkotrajnih ukrajinskih gibanjih in poljsko-sovjetski vojni leta 1920 je bila zahodna Volinija prenesena na Poljsko v skladu z mirom v Rigi. Leta 1921 se je Lavra znašla v kriznem stanju z malo hrane in veliko fizično škodo, ki jo je povzročilo skoraj desetletje nemirov. Najbolj zaskrbljujoč dejavnik za menihe pa je bila cerkvena vez, ki naj bi se mu podredila. Tako kot večina ruskih pravoslavnih skupnosti, ki so se znašle zunaj ZSSR in s tem zunaj kakršnega koli možnega cerkvenega nadzora preganjane Ruske pravoslavne cerkve, je Carigrajski ekumenski patriarhat privolil, da prevzame vlogo Moskve in Lavra je leta 1923 postala del Poljske pravoslavne cerkve.
Do konca 1920-ih je bila Lavra miren kraj in je popravila številne poškodovane stavbe. Bil je prvi popolni samostan, ki je imel lastno elektriko. Leta 1929 po prenehanju poljske republikanske uredbe o zaščiti Rusinov je Rimskokatoliška cerkev to takoj začela izkoriščati. Lavra je prejela več kot sto obtožb zoper njo in zahteva od pravoslavnih, da premestijo samostan. Kljub številnim obtožbam je Lavra vse preživela in s tem ponovno postala najbolj vidno pravoslavno središče v Drugi Poljski republiki.

### Nedavna zgodovina
Počajivska lavra je imela posreden vpliv na pravoslavje na Zahodu. Arhimandrit Vitalij (Maksimenko), direktor samostanske tiskarne, je po ruski revoluciji evakuiral samostansko tiskarno. Nato je pobegnil na Češkoslovaško, kjer je ustanovil novo bratovščino in nadaljeval z založništvom. Ta nova bratovščina sv. Joba iz Počajiva se je preselila iz Češkoslovaške v Nemčijo in sčasoma v Ameriko, kjer se je pridružila samostanu Svete Trojice blizu Jordanvillea v New Yorku, pri čemer je zdaj že nadškof Vitalij postal njen opat. Samostan Svete Trojice je tako nadaljeval založniško zapuščino sv. Joba Počajivskega.
Leta 1939 je bila v skladu s tajnim protokolom pakta Molotov-Ribbentrop Zahodna Volinija priključena Ukrajinski SSR. Del lokalnega prebivalstva je na to vsaj sprva gledal kot na obliko osvoboditve izpod poljske oblasti. Vendar je protireligiozna drža sovjetskih vlad postala nov vir zatiranja, čeprav je bila ukrajinska oblika tega preganjanja nekoliko manj toga kot v ruskih deželah v zgodnjih 1920-ih. Lavra se je sama prenesla v Moskovsko patriarhijo, v tem času je na tisoče pravoslavnih romarjev iz vse ZSSR na lastno odgovornost izkoristilo priložnost za obisk samostana, za katerega so se bali, da bo delil usodo vseh drugih v ZSSR. Čeprav je bila Lavra temeljito preiskana, samostanska živina, sirotišnica in druge komunalne storitve, ki jih je zagotavljala lokalni skupnosti, so bile takoj zaplenjene, je veliko število obiskovalcev preprečilo Sovjetom, da bi takoj ukrepali proti kraju, ki je ponovno postal zatočišče za pravoslavje.
Ko je nacistična Nemčija 22. junija 1941 napadla ZSSR, Nemci Lavre niso zaprli, so pa zaplenili vse, česar Sovjeti niso mogli dobiti. V tem času je bila ustanovljena Ukrajinska avtokefalna pravoslavna cerkev. Nemci so to cerkev podprli in vanjo na silo prenesli nekaj pravoslavnega premoženja. Vendar pa je Počajivska lavra zavrnila, kar je imenovala, razkol. Namesto tega je leta 1941 postal središče »avtonomističnega« gibanja, ki je zahtevalo jurisdikcijsko podrejenost Moskvi, hkrati pa je bilo svobodno delovati neodvisno od Moskve, dokler je bil moskovski patriarh pod sovjetskim nadzorom. Med drugo svetovno vojno se je sovjetska politika do vere na videz popolnoma spremenila. Ob ponovni vzpostavitvi patriarhata je Ruska pravoslavna cerkev (MP) zavzela močno prosovjetsko stališče proti nacistom in sodelovala v odporu na ozemljih pod nacisti. Čeprav je bila Lavra zelo vidno središče pravoslavja, je preprečila, da bi Lavra prevzela tako aktivno vlogo, kot bi jo potencialno lahko, je kljub temu nudila zatočišče lokalnemu prebivalstvu pred nacističnim preganjanjem. Avgusta 1944 je Rdeča armada osvobodila Volinjo in tokrat so se vojaki priklonili njenim mogočnim obzidjem.
Po vojni se je Lavra znašla na ozemlju, kjer je bila največja koncentracija pravoslavnih župnij v ZSSR. Njen položaj predstojnika ruskega pravoslavja, ki ga sponzorira država v zahodni Ukrajini, se je še bolj okrepil leta 1948 po sovjetski državno organizirani sinodi v Lvovu, ki je prekinila Brestsko unijo in nasilno razpustila grško katolištvo v Vzhodni Galiciji s spreobrnitvijo v rusko pravoslavje. Vendar se je povojni permisivni odnos do religije v Sovjetski zvezi hitro končal z novo politiko odmrzovanja Nikite Hruščova v poznih 1950-ih. V tem času je bila Lavra pod močnim pritiskom sovjetske vlade, podvržena rednim racijam in preiskavam ter nenehnemu nadzoru. Leta 1959 so v eni od zaplenjenih cerkvenih stavb odprli muzej ateizma. Kljub temu pritisku je Lavra preživela zaprtje in je bila do konca 1970-ih glavno teološko središče ukrajinskega eksarhata moskovske patriarhije v Ruski pravoslavni cerkvi.
V poznih 1980-ih, potem ko je Sovjetska zveza omilila verske omejitve, so nekdanji Muzej ateizma zaprli in ga najprej spremenili v teološko šolo, ki je leta 1991 postala semenišče. Hkrati je bila oživljena bizantinska cerkev v Uniji s Svetim sedežem v Rimu, zdaj Ukrajinska grškokatoliška cerkev, prav tako Ukrajinska avtokefalna pravoslavna cerkev. Lavrska skupnost je soglasno zavrnila kakršno koli naklonjenost do teh na novo obnovljenih občestev, njihovo delovanje pa je deloma pripisala nekaterim bolj nasilnim metodam, ki so jih ob pomoči nacionalističnih paravojaških enot uporabljale proti župnijam moskovske ruske pravoslavne cerkve. V nasprotju je bil ustanovljen promoskovski kozaški polk za zaščito ruskih pravoslavnih župnij. Ker je ponovni vzpon Lavre iz sovjetskega preganjanja sovpadal s temi dogodki, je bil ponovno razkrit njen politično-zgodovinski položaj kot predpostavka državno podprtega moskovskega ruskega pravoslavja v Zahodni Ukrajini. Njeni militantni kozaki so preprečili zaseg pravoslavnih skupnosti na Voliniji in v Ukrajini s strani grškokatoliške ali ukrajinske jurisdikcije Kijevskega patriarhata (dvoumen položaj grškokatoliških cerkva in premoženja, zaseženega moskovskemu ruskemu pravoslavju, je ostal neurejen.
Aprila 2015 so poslanci Ternopilskega regionalnega sveta glasovali za prenos Lavre sv. Marijinega vnebovzetja v državo.
V začetku leta 2023 se je začel proces vrnitve Počajivske lavre državi, ker se je končala najemna pogodba z Ukrajinsko pravoslavno cerkev moskovskega patriarhata. Vodja cerkve (po mnenju moskovskega patrarhata) ni pustil izselitve in je preprečeval rabo državne lastnine, zato so proti njemu sprožili kazenski postopek. Varnostna služba SBU je novembra 2023 na območju lavre izvedla preiskave zaradi vpletenosti vodstva v širjenje sovraštva proti predstavnikom drugih ver (razen predstavnikom ruske pravoslavne cerkve) in javnih izjav, ki so pod vprašaj postavljale obstoj Ukrajine kot samostojne države. 14. avgusta 2024 se je lavra vrnila v državno last.

## Sveti Amfilohij Počajivski
12. maja 2002 je Ukrajinska pravoslavna cerkev moskovskega patrairhata kanonizirala meniha Amfilohija iz Počajiva. Amfilohij Počajivski (v svetu Jakiv Holovatjuk 1894 - 1971) se je rodil 27. novembra 1894 v vasi Mala Ilovicja v Šumskem okraju Ternopilske oblasti v zahodni Ukrajini. Leta 1925 je postal menih in se pridružil skupnosti Počajivske lavre. Leta 1936 je Amfilohiju podelili čin jeromonaha (menih duhovnik). Njegovi zdravilni darovi so pritegnili pozornost mnogih ljudi. Lavrski arhimandrit je meniha blagoslovil pri tem delu in mu dovolil, da se nastani v majhni koči blizu pokopališča. Poleti se je romanje k Amfilohiju (takrat se je imenoval oče Jožef) povečalo in je doseglo 500 ljudi na dan. 11./12. maja 2002 ga je pravoslavna cerkev razglasila za svetega, potem ko je cerkvena komisija raziskala njegovo življenje. Tik pred veliko nočjo so bile odkrite njegove relikvije popolnoma nedotaknjene. Več kot 20.000 pravoslavnih romarjev je prispelo, da bi se udeležili čaščenja svetega Amfilohija. Številna ozdravljenja so se zgodila, ko so se ljudje dotaknili njegovih relikvij.
Od osamosvojitve si je Lavra veliko prizadevala, da bi postala drugo pravoslavno središče v Ukrajini, za Kijevsko-Pečersko lavro. Prvi alumni iz njenega semenišča so do zdaj pridobili škofovski čin. Izdano literaturo in ikone na njenih stenah lahko najdete po vsej Ukrajini, zunaj pa v sosednji Rusiji in Belorusiji. Milijoni pravoslavnih romarjev obiščejo starodavni samostan iz vse nekdanje ZSSR, Balkana in bolj oddaljenih pravoslavnih krajev.

## Stavbe
- Cerkev svete Trojice
- Poletni oltar in kapela 2000. obletnice Jezusa Kristusa

V lavri prevladuje cerkev Marijinega vnebovzetja, ki si jo je zamislil Nicholas Potocki kot največjo grško-katoliško cerkev in je bila zgrajena med letoma 1771 in 1783 po načrtih nemškega arhitekta Gottfrieda Hoffmanna. Zunanjost cerkve z dvema visokima stolpoma, ki obdajata fasado, je strogo oblikovana v slogu, ki je prehod med barokom in neoklasicizmom. Več pomožnih objektov, predvsem zimska kapela iz leta 1862 in refektorij iz leta 1888, meji na glavno cerkev.
Potem ko se je grško-katoliška duhovščina vrnila v pravoslavje, je bilo treba bogato in prefinjeno notranjost cerkve v celoti prenoviti, da bi ustrezala tradicionalnim pravoslavnim zahtevam. Po požaru leta 1874 je notranje umetnine preslikal akademik Vasiljev, sodeloval pa je tudi kipar Polijevski. Cerkev vsebuje grob Nikolaja Potockega in dve največji svetišči Počajiva - odtis stopala in ikono Marije (Teodokos).
Jugovzhodno od cerkve Marijinega vnebovzetja stoji 65-metrski zvonik, eden najvišjih v Ukrajini, ki so ga postavili v štirih nivojih med letoma 1861 in 1869. Njegov največji zvon, ulit leta 1886, tehta 11,5 tone.
V bližini je cerkev sv. Trojice, zgrajena med letoma 1906 in 1912 po revivalističnem načrtu Alekseja Schuseva. Stroga zunanjost cerkve temelji na srednjeveški severnoruski arhitekturi, na verandah pa so simbolistični mozaiki in slike Nicholasa Roericha.
Jamski cerkvi svetega Joba ter sv. Antona in Teodozija sta večinoma pod zemljo. Njuna gradnja se je začela leta 1774 in je potekala v več fazah, zadnja leta 1860. V cerkvi sv. Joba je znamenito darilo grofice Orlove, srebrni relikviarij z relikvijami tega svetnika.
Med novejšo gradnjo sta dve kapeli, ena ob 400. obletnici prenosa Marijine ikone Ane Hoiskaje, ki je bila dokončana leta 1997. Druga kapelica v počastitev drugega tisočletja Kristusovega rojstva je bila zgrajena leta 2000.